# Вжащик, Тадеуш
Тадеуш Влодзимеж Вжащик (пол. Tadeusz Włodzimierz Wrzaszczyk; 12 сентября 1932, Ченстохова — 1 июня 2002, Варшава) — польский коммунистический политик и государственный деятель, вице-премьер ПНР в 1975—1980, член Политбюро ЦК ПОРП в 1980. Играл видную роль в хозяйственном руководстве при правлении Эдварда Герека. Был интернирован при военном положении в 1981—1982. Известен также как инженер-автомобилестроитель.

## Инженер-«технократ»
Родился в ченстоховском районе Страдом. В 1954 окончил инженерный факультет Варшавского политехнического университета. С 1956 работал инженером на автомобилестроительных предприятиях. В 1962—1965 — главный инженер на варшавском автозаводе FSO. Во второй половине 1960-х Тадеуш Вжащик возглавлял государственное Объединение автомобильной промышленности.
В этом качестве Вжащик посещал Италию, с июля 1970 вёл переговоры с руководством FIAT о совместном производстве «народного автомобиля в Польше». Во время забастовки на предприятиях FIAT Вжащик участвовал в переговорах с представителями Итальянской компартии о её прекращении. Договорённость была достигнута на условиях перехода польского футболиста Збигнева Бонека в итальянскую команду Ювентус. Результатом стал запуск в производство модели Polski Fiat на основе Fiat 126. Значительная часть этих автомобилей поступила в Гражданскую милицию ПНР.
Тадеуш Вжащик состоял в правящей коммунистической ПОРП. Считался представителем «технократического крыла» компартии.

## Партийно-правительственный руководитель
В декабре 1970 Тадеуш Вжащик был назначен министром машиностроительной промышленности в правительстве Петра Ярошевича. С октября 1975 Тадеуш Вжащик — заместитель председателя Совета министров и председатель правительственного Комитета экономического планирования (польский аналог Госплана). Сохранил эти посты в правительстве Эдварда Бабюха, сменившего Ярошевича в феврале 1980. В 1976—1980 являлся депутатом сейма ПНР, состоял в депутатском клубе ПОРП.
Тадеуш Вжащик был одной из ключевых фигур в экономическом руководстве ПНР. Входил в ближний круг первого секретаря ЦК ПОРП Эдварда Герека. Вжащик активно проводил герековскую политику социального маневрирования, основанную на повышении доходов населения за счёт привлечения иностранных субсидий и кредитов. Проект «польского фиата» был важным элементом этой политики.
В феврале 1980 Тадеуш Вжащик был кооптирован в высший орган партийно-государственной власти — Политбюро ЦК ПОРП.

## Интернированный
В августе 1980 — на фоне глубокого социально-политического кризиса и массовых протестов — Тадеуш Вжащик был снят с правительственного поста и выведен из состава ЦК. Новые руководители во главе со Станиславом Каней и Войцехом Ярузельским возложили на Вжащика долю ответственности за «негативные явления». Отодвинутый от политического процесса, в конфронтации ПОРП с движением Солидарность Вжащик участия не принимал. Решением IX съезда ПОРП в июле 1981 Тадеуш Вжащик был исключён из партии.
13 декабря 1981, при введении военного положения, Тадеуш Вжащик был интернирован в составе группы из 37 бывших руководителей. В официальном заявлении он был назван пятым — после Герека, Ярошевича, Грудзеня и Лукашевича — среди «несущих ответственность за кризис».

## Обвинения, амнистия, кончина
В декабре 1982 освобождён из лагеря интернирования. Однако прокуратура ПНР предъявила ему уголовные обвинения: неисполнение инвестиционных планов, имевших силу закона, сознательная дезинформация сейма и правительства об экономическом положении, финансовые махинации со специальными чеками на покупку «польских фиатов». Вжащик не признавал своей вины, возлагая всю ответственность за хозяйственные провалы на партийно-политическое руководство. В итоге судебный процесс не состоялся, поскольку в 1984 правительство Ярузельского объявило амнистию.
Последние двадцать лет Тадеуш Вжащик прожил на пенсии в качестве частного лица. В политике не участвовал, с публичными заявлениями не выступал. Скончался незадолго до своего 70-летия.